# Hetaerica scenica
Hetaerica scenica là một loài nhện trong họ Zodariidae.
Loài này thuộc chi Hetaerica. Hetaerica scenica được Ludwig Carl Christian Koch miêu tả năm 1872.